# National Film Award/Bestes Kostümdesign
Die Gewinner des National Film Award der Kategorie Bestes Kostümdesign (Best Costume Designer) waren:
Ramilla Patel und Mani Rabadi
| Jahr | Kostümdesigner                      | Film                                    | Sprache    |
| ---- | ----------------------------------- | --------------------------------------- | ---------- |
| 1985 | Saba Zaidi                          | Trikaal                                 | Hindi      |
| 1987 | Ramilla Patel und Mani Rabadi       | Pestonjee                               | Hindi      |
| 1990 | Bhanu Athaiya                       | Lekin                                   | Hindi      |
| 1995 | Dolly Ahluwalia                     | Bandit Queen                            | Hindi      |
| 1997 | Vaishali Kasaravalli                | Thaayi Saheba                           | Kannada    |
| 1998 | S. B. Satheesan                     | Daya                                    | Malayalam  |
| 1999 | Sarika                              | Hey Ram                                 | Tamilisch  |
| 2000 | P. Krishnamoorthy                   | Bharathi                                | Tamilisch  |
| 2001 | Bhanu Athaiya                       | Lagaan                                  | Hindi      |
| 2002 | Neeta Lulla Abu Jani Sandeep Khosla | Devdas                                  | Hindi      |
| 2003 | Bibi Ray Sushanto Pal               | Chokher Bali                            | Bengalisch |
| 2004 | Ishrath Nissar                      | Haseena                                 | Kannada    |
| 2005 | Anna Singh Sabyachi Mukherjee       | Taj Mahal – An Eternal Love Story Black | Hindi      |
| 2006 | Manjeet Maan                        | Waris Shah-Ishq Da Waris                | Panjabi    |
| 2007 | Ruma Sengupta                       | Krishnakanter Will                      | Bengalisch |
| 2008 | Neeta Lulla                         | Jodhaa Akbar                            | Hindi      |

Derzeit erhält der Gewinner einen Rajat Kamal und ein Preisgeld von 50.000 Rupien.